# Madonna Cook
Madonna Cook − obraz włoskiego malarza renesansowego Carla Crivellego, namalowany jako część Poliptyku z Porto San Giorgio w 1470, przechowywany w zbiorach National Gallery of Art w Waszyngtonie. Obraz stanowił centralną część nastawy.

## Historia
Obraz został zidentyfikowany jako część centralna poliptyku przez Roberto Longhiego w 1946. Poliptyk zamówił dla Kościoła św. Jerzego w Porto San Giorgio na przełomie 1469-1470 emigrant albański Giorgio Salvadori, którego rodzina była właścicielem nastawy aż do XIX wieku.
W 1803 stary kościół parafialny w Porto San Giorgio wymagał remontu. Poliptyk został tymczasowo przeniesiony do Kościoła Matki Bożej Wspomożycielki, który miał być miejscem sprawowania mszy świętych. W 1832 nastawę przeniesiono jednak do domu Salvadorich, by tam doczekała się otwarcia restaurowanego kościoła. Widział go wówczas kolekcjoner sztuki Alessandro Maggiori. W 1834 poliptyk oddano do wyremontowanego kościoła. Widział go tam historyk sztuki Amico Ricci Petrocchini. Ricci zanotował, iż obrazy przedstawiające półportrety świętych, pozostały w domu Salvadorich. Gdy na ołtarzu umieszczono figurę św. Jerzego, obrazy z ołtarza trafiły ponownie do gniazda Salvadorich. W 1835 dzieło Crivellego zostało sprzedane i trafiło do Rzymu. Zakupił je kolekcjoner z ambasady portugalskiej Hudson za 90 skudów. Gdy władze Porto San Giorgio zaprotestowały, kolekcjoner wypłacił jeszcze 300 skudów na rzecz gminy. Obrazy trafiły następnie do kolekcji Dudleya. Eksponowano je w Egyptian Hall w Londynie. Zanotowali ich obecność brytyjski krytyk sztuki Joseph Archer Crowe oraz włoski historyk Giovanni Battista Cavalcaselle. W 1876 obrazy z poliptyku zakupił Martin Colnaghi. Zaraz potem dzieło uległo rozproszeniu.
Obraz z Maryją Panną, stanowiący centralną część poliptyku, trafił do kolekcji Cook w Richmond (obecnie część Londynu). Od tej pory obraz zaczęto nazywać Madonna Cook. Od 1944 znajdował się w kolekcji Kress (Samuel H. Kress Collection). Od 1952 w National Gallery of Art. Obraz restaurowano w 1938, 1945 oraz 1959 (Pichetto, Modestini). W 1961 przez pewien czas Madonna Cook była eksponowana razem z pozostałymi częściami poliptyku na wystawie w Wenecji.

## Opis i styl
Maryja Panna z Dzieciątkiem na kolanach przedstawiona została w majestacie (wł. maestà), tzn. siedząc na tronie. Tron wyciosany jest z kamienia w stylu renesansu padewskiego. Na kolumnach oparty został łuk z wgłębieniem. W łuku artysta umieścił dwa stylizowane kamienne delfiny. Na łuku umieszczony został łacińska suplika: MEMENTO MEI · MATER DEI · REGINA CELI · LETARE (pol. Pamiętaj o mnie, Matko Boża, Królowo Nieba, radyj się!), który stanowi nawiązanie do wielkanocnego hymnu Regina Coeli. Po obu stronach aureoli artysta umieścił girlandy owocujących roślin, m.in. jakbłka. Ten element dekoracyjny przypomina szkołę Francesco Squarcione. Zoomorficzne podłokietniki są zapewne kolejną oznaką wpływu szkoły padewskiej, przypominają Muzę Kalliope Cosme Tury z 1460. W dolnej części obrazu, na stopniu umieszczona została korona. Ponad koroną klęczy miniaturowy fundator, ofiarowujący poliptyk. Na belce u dołu wyeksponowana została muszla, miała symbolizować Maryję, w której jak w muszli perła, skryć się miał Jezus przed narodzinami.
Postać Madonny jest delikatniejsza w rysie, niż inne, które wychodziły spod pędzla uczniów Squarcione. Być może odegrał tutaj swoją rolę wpływ przedstawień Filippo Lippiego, którego obrazy Crivelli musiał widzieć w Padwie. Madonna ma lekko pochyloną głowę w kierunku Chrystusa, stojącego na jej kolanie. Dzieciątko trzyma w ręku owoc. Z ogromem granatu płaszcza Madonny kontrastuje jej ozdobna haftowana suknia z perłami. Perły zostały uwypuklone dzięki znanej w późnym gotyku technice pastiglia in gesso (pol. pastylka gipsowa). Sposób przedstawieni Dzieciątka jest charakterystyczny dla wielu dzieł Crivellego. Malec stoi w kontrapoście. O sztuce florenckiej przypomina przeźroczystość jedwabnych rękawów jego ubranka. Na złotym tle, z którego artysta prawie nigdy nie rezygnuje, wyraziście zarysowuje się czerwień kotary. Czerwień ta uwypukla odrębność przedstawionych postaci. Kafle podłogi pomagają oddaniu perspektywy. Taki zabieg przypomina znane z Urbino dzieła Paolo Uccello. Przedstawieniu zdaje się brakować odniesienia czy tła ziemskiego, scena jawi się jakby „w pustce”. Życia przydaje jednak gra światła i cienia. Ostatecznie obraz odznacza się szczególnym, niejako metalicznym, tajemniczo trwałym splendorem.